# Герб Кулішів
Герб Куліші́в — офіційний символ села Куліші Ємільчинського району Житомирської області, затверджений 22 серпня 2013 р. рішенням № 231 XXIX сесії Кулішівської сільської ради VI скликання.

## Опис
На лазуровому полі летить срібний лелека з червоними дзьобом та лапами. База поділена в балку трьома смугами: срібною, зеленою та лазуровою (1:1:1,5). Зелену і лазурову смугу розділяє срібна нитяна хвиляста балка. На срібній смузі орнамент з зеленого листя та чотирьох лазурових квіток барвінку. Щит обрамований золотим декоративним картушем і увінчаний золотою сільською короною.

## Значення символів
Лазур символізує чистоту, надію, багатство, достаток. Лелека є символом продовження роду, вірності, любові, сімейного гнізда, вісником весни. Саме в селі Куліші найбільше лелечих гнізд серед сіл району. Також на території громади проживає найбільша кількість багатодітних сімей. Орнамент із чотирьох квіток барвінку є символом кохання, вічності, нев'янучого життя, символізує кількість населених пунктів територіальної громади — села Куліші, Хутір-Мокляки, Нараївка та Красногірка. Зелена смуга символізує багатство, щедрість, радість і здоров'я. Лазурова смуга з срібними хвилями символізує місцеву річку Уборть — притоку Прип'яті.
Автори — Олександр Сергійович Левченко, Галина Миколаївна Фомішина, Надія Миколаївна Стецько, Галина Андріївна Ходоровська, Аліна Петрівна Максимчук.